# Doris Hopp
Doris Signe Hopp, född Lindner den 16 juli 1930 i Sankt Görans församling i Stockholm, död 31 oktober 1998 i Stockholm, var ledare för ett callgirlnätverk i Stockholm fram till mitten av 1970-talet, i pressen känd som "bordellmamman". 
Trots att prostitution och bordellverksamhet var vanlig i Stockholm i början av 1970-talet, gjordes sällan polisingripanden. I fallet med Doris Hopps verksamhet fanns dock några polska kvinnor som hade kontakt med sitt lands ambassad i Stockholm, samtidigt som det fanns misstankar om att många av samhällets toppar fanns bland kunderna. Detta ledde till att Säpo fick intresse för saken. En annan bidragande orsak kan ha varit att några av de prostituerade var minderåriga, de yngsta i 14-årsåldern. Således slog polisen till mot Doris Hopp, som greps 1976 och senare dömdes till två års fängelse. Det hela kom att kallas bordellhärvan och fick stor uppmärksamhet i svenska medier.
Bordellhärvan fick en fortsättning i Geijeraffären när Dagens Nyheter den 18 november 1977 uppgav att den socialdemokratiske justitieministern Lennart Geijer skulle ha varit en av kunderna, som omnämnts i polisutredningen och sedan i en promemoria från rikspolischef Carl Persson till statsminister Palme 1976. Promemorian hävdade inte att det skulle finnas några direkta, trovärdiga vittnesbelägg för detta eller att misstanken var stark. Uppgifterna kom från prostituerade vid bordellen och hade förmedlats i polisförhör. Bland övriga som pekats ut som kunder fanns de centerpartistiska politikerna Thorbjörn Fälldin (Sveriges statsminister då Geijeraffären inleddes) och Olof Johansson. Båda har kraftigt dementerat uppgifterna om att de skulle varit bordellgäster hos Doris Hopp och enligt Leif G.W. Persson var de oskyldigt utpekade, i likhet med Tage Erlander, Olof Palme, Gunnar Sträng och Thage G. Peterson.
En del av dessa händelser tas upp av Lillemor Östlin i hennes bok Hinsehäxan från 2005, medan andra har tjänat som utgångspunkt för spelfilmen Call Girl från 2012.